# Szabó Imre (színművész)
Szabó Imre (Budapest, 1908. február 17. – Budapest, 2002. december 17.) magyar színész.

## Életpályája
Az Országos Magyar Színművészeti Akadémián színészként diplomázott 1930-ban. Pályáját magántársulatoknál kezdte Debrecenben. 1932-től a budapesti Belvárosi Színház, 1933-tól a Kamara Színház szerződtette. 1935-től a Vígszínház és az Andrássy úti Színház foglalkoztatta. 1936-tól ismét Debrecenben szerepelt. 1952-től az Állami Faluszínházban, majd 1955-től egy évadig az egri Gárdonyi Géza Színház társulatában játszott. 1956-tól a kaposvári Csiky Gergely Színház tagja volt. 1967-től a Vígszínház művésze volt. Általában elegáns, határozott fellépésű urakat formált meg. Számtalan filmben tűnt fel epizódszerepekben. Nyugdíjasként is sokat foglalkoztatták.

## Fontosabb színházi szerepei
- William Shakespeare: Hamlet... Színészkirály
- William Shakespeare: Romeo és Júlia... Mercutio
- Molière: Nők iskolája... Chrysalde
- Jean Racine: Phaedra... Theramenes
- Friedrich Schiller: Stuart Mária... Burleigh
- Lev Nyikolajevics Tolsztoj: Anna Karenina... Karenin
- George Bernard Shaw: Szent Johanna... Főinkvizítor
- Katona József: Bánk bán... Biberach; Petúr bán
- Vörösmarty Mihály: Csongor és Tünde... Fejedelem
- Herczeg Ferenc: Ocskay brigadéros... Ocskay
- Molnár Ferenc: Olympia... Plata Ettingen herceg
- Huszka Jenő: Mária főhadnagy... Kászonyi ezredes
- Huszka Jenő: Gül Baba... Gül Baba

## Rendezése
- Heltai Jenő: A néma levente

## Filmek, tv
- Az alvilág professzora (1969)
- Levelek Margitnak (1970)
- Én vagyok Jeromos (1971)
- Kitörés (1971)
- Bors (sorozat)

- Borban a szabadság című rész (1971)
- Rózsa Sándor (1971)
- Illatos út a semmibe (1974)
- A törökfejes kopja (1974)
- Megtörtént bűnügyek (sorozat)

- A négylevelű lóhere című rész (1974)
- Méz a kés hegyén (1974)
- Ficzek úr (1974)
- Ida regénye (1974)
- Bekötött szemmel (1975)
- Felelet (sorozat) 4. rész (1975)
- Sztrogoff Mihály (sorozat) 2. rész (1975)
- Kántor (sorozat)

- A postarablás című rész(1976)
- Beszterce ostroma (sorozat) 3. rész (1976)
- A zöldköves gyűrű (1977)
- Robog az úthenger (sorozat)

- Balatoni betyárok című rész (1977)
- Mesélő városok (sorozat)

- Szállodai gyilkosság - Prága című rész (1977)
- A szerelem bolondjai (1977)
- Önfelszámolás (1977)
- Defekt (1977)
- Abigél (sorozat) 1. rész (1978)
- Ebéd (1978)
- Illetlenek (1978)
- Váljunk el! (1978)
- A zebegényiek (1979)
- Dózsa koporsói (1979)
- Szervusz, Szergej (1979)
- Rablók (1980)
- Tisztán vagy szódával (1980)
- Halál a pénztárban (1981)
- A névtelen vár (sorozat)

- Katalin-vagy-Themire című rész (1981)
- A száztizenegyes (1982)
- A helytartó (1982)
- Kényszerzubbony (1982)
- Némafilm (1982)
- A tenger (sorozat) 4. rész (1982)
- Glória (1982)
- Suli-buli (1982)
- Liszt Ferenc (sorozat)

- Korának betege című rész (1982)
- Három szabólegények (1982)
- A pártfogó (1982)
- Nyitott ház (1983)
- A tranzitutas (1983)
- Foltyn zeneszerző élete és munkássága (1983)
- Történetek a vonaton (1983)
- Az emlékmúzeum (1984)
- Orvosnők (1984)
- Faustus doktor boldogságos pokoljárása (sorozat) 4. 5. 6. rész (1984)
- Megbízható úriember (1984)
- Appassionata (1984)
- Különös házasság (sorozat) 4. rész (1984)
- Anna Karenina (1985)
- Fehér rum (1985)
- A nőuralom (1985)
- Majd belejössz Pistám (1985)
- Franziska (1985)
- Ember és árnyék (1985)
- Szerelem első vérig (1986)
- 33 névtelen levél (1986)
- Kérők (1986)
- Tizenötezer pengő jutalom (1986)
- Hajnali párbeszéd (1986)
- Csak a testvérem (1986)
- T.I.R. (sorozat)

- A potyautas című rész (1987)
- A cantervillei kisértet (1987)
- Nyolc évszak (sorozat) 8. rész (1987)
- Kreutzer szonáta (1987)
- Illatszertár (1987)
- A Makropulosz-ügy (1988)
- Peer Gynt (1988)
- Fűszer és csemege (1988)
- Halállista (1989)
- A kis cukrászda (1989)
- Linda (sorozat)

- Panoptikum című rész (1986)
- Stoplis angyalok című rész (1989)
- Szindbád nyolcadik utazása (sorozat) 4. rész (1989)
- Az aranygyapjú elrablása (1989)
- Szomszédok (sorozat) 1. rész (1987) 26. rész (1988); 49. rész (1989); 101. rész (1991); 130. rész (1992)
- A templomos lovagok kincse (sorozat) 9. 10. rész (1992)
- Anarchisták (2001)